# MiHoYo
miHoYo (en xinès: 米哈游, Mǐhāyóu) és un estudi de desenvolupament de programari d’origen xinès, especialitzat en videojocs. Té la seva seu a Xangai, on va ser fundada per tres estudiants de la Universitat Jiao Tong l'any 2012.
L’empresa opera internacionalment sota el nom de HoYoverse fora de la Xina i és reconeguda arreu del món per ser l’autora de videojocs com Genshin Impact o Honkai: Star Rail.

## Història

### Fundació i història primerenca de l'estudi
Cai Haoyu, Luo Yuhao i Liu Wei, que formaven part del departament de ciències de la computació a la Universitat Jiao Tong, són els fundadors de miHoYo. Es van ajuntar l’any 2011 per fundar de manera independent l’estudi. Els tres tenien una gran afinitat amb la cultura otaku i ACG (Anime, Comics and Games), aspecte que s’ha reflectit al llarg dels projectes de l’entitat i en la seva filosofia empresarial. Un exemple clar n’és el lema de la corporació: “Tech Otakus Save the World” (literalment, «Otakus tecnològics salven el món»).El primer projecte del grup, abans de ser una entitat oficial, va ser el videojoc FlyMe2TheMoon, una experiència centrada en la resolució de puzles i la jugabilitat de plataformes. El nom del joc fa referència a la cançó «Fly Me to the Moon», que apareix als crèdits finals de la sèrie Neon Genesis Evangelion. Un any després d’haver-se unit, el 2012, van formalitzar la fundació de miHoYo com a empresa, amb una inversió inicial de 100.000 CNY.

### HoYoverse
L'any 2022, miHoYo va registrar la marca «HoYoverse», que començà a utilitzar com a denominació per a la publicació dels seus videojocs i el llançament de diversos productes a escala internacional. Aquesta divisió disposa actualment d'oficines a Mont-real, Los Angeles, Tòquio, Seül i una seu principal a Singapur. Abans de la creació de HoYoverse, aquestes funcions eren desenvolupades per una altra filial de miHoYo, anomenada «Cognosphere».

### Genshin Impact
El 28 de setembre de 2020, miHoYo va llançar el seu producte més reconegut i amb més ingressos fins al moment: Genshin Impact. Es tracta d’un videojoc de món obert amb una temàtica d’aventura, centrat en la narrativa, l’exploració i mecàniques de combat de tipus hack and slash, entre altres elements. El joc utilitza un sistema de monetització de tipus gacha, com altres títols de l’estudi, i rep actualitzacions freqüents seguint el model dels jocs com a servei (games as a service).

## Etimologia
El nom de la companyia neix de la combinació de diverses idees: les lletres majúscules provenen dels noms de Haoyu i Yuhao; les lletres “O” es van afegir fent referència a una característica comuna en els noms de grans empreses tecnològiques com Microsoft, Google i Facebook, que inclouen dues lletres “O”. Finalment, com que “HoYo” ja estava registrat com a marca, es va afegir el prefix “mi” en honor a Hatsune Miku, personatge del programari VOCALOID icònic dins de la cultura otaku.

## Videojocs (per ordre de llançament)
| Títol             | Títol original                            | Any de llançament                  | Temàtica                               | Sistema Gacha | Recaudació fins a 2024           | Notes                                                                     |
| ----------------- | ----------------------------------------- | ---------------------------------- | -------------------------------------- | ------------- | -------------------------------- | ------------------------------------------------------------------------- |
| FlyMe2TheMoon     | -                                         | 2011 (Xina) No llançat globalment. | Puzles i plataformes                   | No            | Dades no disponibles públicament | Primer joc desenvolupat pel grup abans de convertir-se en empresa formal. |
| Guns Girl Z       | 崩坏学园 2 (Houkai Gakuen 2)              | 2013 (Xina) 2015 (Només al Japó)   | Acció i side-scroller                  | No            | Aproximadament USD 200.000       | Primer èxit econòmic de l’empresa.                                        |
| Honkai Impact 3rd | 崩坏3 (Houkai 3rd)                        | 2016 (Xina) 2018 (Internacional)   | Acció i rol                            | Sí            | Més de USD 170 milions           | -                                                                         |
| Genshin Impact    | 原神 (Yuánshén)                           | 2020 (Internacional)               | RPG d'acció i mon obert                | Sí            | Més de USD 3.6 mil milions       | Joc més exitós de l’empresa.                                              |
| Tears of Themis   | 未定事件簿 (Wèidìng Shìjiàn Bù)           | 2021 (Internacional)               | Misteri, visual noveli romanç          | Sí            | Dades no disponibles públicament | -                                                                         |
| Honkai: Star Rail | 崩坏：星穹铁道 (Houkai: Xingqióng Tiědào) | 2023 (Internacional)               | RPG táctic per torns, ciencia i ficció | Sí            | Més de USD 2 mil milions         | -                                                                         |
| Zenless Zone Zero | 绝区零 (Jué Qū Líng)                      | 2024 (Internacional)               | Hack and Slash, món obert, cyberpunk   | Sí            | Més de USD 200 milions           | Últim joc llançat.                                                        |